# Porotrichum pobeguinii
Porotrichum pobeguinii är en bladmossart som beskrevs av Brotherus 1906. Porotrichum pobeguinii ingår i släktet Porotrichum och familjen Neckeraceae. Inga underarter finns listade i Catalogue of Life.